# Megachile pallipes
Megachile pallipes là một loài Hymenoptera trong họ Megachilidae. Loài này được Smith mô tả khoa học năm 1879.